# ルーシー・グレイ
ルーシー・グレイ（英: Lucy Gray、2006年12月 - ）は、ニュージーランドの気候変動活動家である。 

## 経歴
アオ・タフィティ学校の生徒で、以前はカシミア・ハイスクールに在籍していた。学校の生徒が参加する行進など、フライデーズ・フォー・フューチャーの全徒委員長を務めている。2019年3月15日（クライストチャーチモスク銃乱射事件の影響で安全上の理由から中止）、5月24日、9月27日の三回に渡り行進を指揮した。4回目の野外抗議は2020年5月に開催されたが、ニュージーランド全体がコロナパンデミックによって閉鎖されている間に行われた。
2019年5月、ジャシンダ・アーダーン首相と会談。気候変動の危機を管理するための政府の計画について話し合った。2019年の国際青少年デー、同年に開催されたフェスティバル・フォー・ザ・フューチャー、及びTEDで講演した。2020年初頭、彼女は1.5 Degrees Live!イベントの読者として参加した。2020年から2021年にかけてオンラインで開催されるアオテアロア・ニュージーランドSDGSサミットで基調講演者となる予定である。
グレイはまた「ライズアップ」と呼ばれる、気候変動に対する抗議賛歌の作曲者として知られる。